# Gurgen II. od Taoa
Gurgen II. Veliki (gruz. გურგენ II დიდი; umro 14. veljače 941.), iz dinastije Bagrationi, bio je gruzijski Tao-Klardžetije i nasljedni vladar Taoa s naslovom eristavt-eristavi, "vojvoda od vojvoda ". Također je nosio bizantski naslov magistros.
Sin Adarnaza III., Gurgen je vladao nakon smrti strica Ašota Kukija 918. godine. U gruzijskim srednjevjekovnim izvorima dodijeljuje mu se epitet "Veliki". Bio je pokrovitelj lokalnih samostanskih zajednica, predsjedao je izgradnjom nove katedrale u Handzti.
Gurgen je bio energičan i moćan vladar. Vladao je Taom, dijelovima Klardžetije i Džavahetije, te Adžarijom i Nigalijem. Širenje njegovih teritorija išlo je na štetu njegovih rođaka i susjeda. Tako je negdje između 923. i 941. godine, oduzeo Klardžetiju puncu Ašotu Hitrom, sina Bagrata I., dajući mu u zamjenu druge dvije domene - zapadni dio Džavahetije i Adžariju. Osim toga, napao je i Samšvilde, u to vrijeme pod nadzorom Armenaca.
Gurgen je bio oženjen kćeri Ašota Hitrog. Imali su jedinu kćer koja se udala za abhazijskog kneza Bagrata, sina kralja Konstantina III. Gurgenovom smrću 941. godine, linija Bagratida iz Taoa je izumrla i njegova je država bila podijeljena među ostalim grana dinastije.